# Vera Osoianu
Vera Osoianu (n. 12 octombrie 1955, comuna Unteni, județul Bălți, azi raionul Fălești) este un specialist în domeniul biblioteconomiei  din Republica Moldova. Redactor-șef adjunct al revistei Magazin bibliologic.

## Biografie
Născută la 12 octombrie 1955, în comuna Unteni, județul Bălți, azi raionul Fălești. A învățat la Universitatea de Stat din Moldova, Facultatea de biblioteconomie și bibliografie (1973-1977). A urmat studiile la Cursurile de instruire continuă (1988, Institutul de cultură, Moscova), Cursurile de perfecționare (1993, Bușteni, România), Formarea formatorilor: training (1998), Managementul resurselor informaționale: training (1999), Personalul de bibliotecă: recrutare, selectare, integrare profesională: training (1999), studii și documentare la Biblioteca Publica Boston și internship la Biblioteca Congresului SUA (august-decembrie 2002), Biblioteca Orășenească Helsinki (aprilie 2003), stagiu de documentare în Biblioteca Națională a Franței (decembrie 2003).
Din 1977 este angajată în Biblioteca Națională a Republicii Moldova; din 2001 – coordonator la Centrul de instruire continuă în biblioteconomie și știința informării, din 2003 – director adjunct.
Vera Osoianu este specialist în domeniul biblioteconomiei, manager. Membru al Consiliului Biblioteconomic Național, membru al biroului Asociației Bibliotecarilor din Republica Moldova, redactor-șef adjunct al revistei Magazin bibliologic, director a patru proiecte susținute de Ambasada SUA în Moldova, director a patru proiecte susținute de Fundația Soros. Organizator a 31 ediții a Simpozionului Anul Bibliologic și 27 ediții a Forumului Managerilor din Sistemul Național de Biblioteci.

## Merite, recunoașteri, decorații
- Mențiuni: Ordinul Steaua României în grad de Ofițer (2000) pentru merite în difuzarea culturii românești[necesită citare]
- Medalia Meritul civic (2002)[necesită citare]